# Liste der Naturdenkmale in Höchst im Odenwald
Die Liste der Naturdenkmale in Höchst im Odenwald nennt die im Gebiet der Gemeinde Höchst im Odenwald im Odenwaldkreis in Hessen gelegenen Naturdenkmale.
| Bild            | Bezeichnung                       | Ortsteil, Lage                                   | Beschreibung                  | Art         | Nr.     |
| --------------- | --------------------------------- | ------------------------------------------------ | ----------------------------- | ----------- | ------- |
| BW              | Seibertlinde                      | 49° 47′ 52,8″ N, 8° 59′ 3,5″ O                   | Höhe 27 m, Stammumfang 3,10 m | Winterlinde | 437.401 |
| Fotos hochladen | Eiche am Bahnhof Mümling-Grumbach | Mümling-Grumbach 49° 46′ 18,9″ N, 8° 59′ 10,1″ O | Höhe 24 m, Stammumfang 4,45 m | Stieleiche  | 437.402 |

## Belege
1. ↑  
Naturdenkmale im Odenwaldkreis in Google Maps, abgerufen am 7. April 2020.

- Karte mit allen Koordinaten:
- OSM |
- WikiMap